# Corbis
Corbis — мультимедийная компания, основанная Биллом Гейтсом в 1989 году.
Название Corbis происходит от латинского слова, означающего «плетёная корзина»
Изначально называлась Interactive Home Systems, её миссия заключалась в исследовании мультимедийных систем, которые объединяли бы визуальные изображения, аудио, видео и анимацию в цифровой форме.
В 1997 году Corbis изменила модель бизнеса и сосредоточилась на лицензировании изображений и видео из своей коллекции. В неё вошли современная творческая, редакционная, развлекательная и историческая фотография, а также произведения искусства и иллюстрации.
Позже Corbis расширила сферу деятельности и стала предоставлять услуги для индустрии развлечений, включая интеграцию брендов и услуги по лицензированию прав.
В 2012 году компания запустила собственный музыкальный интернет-сервис GreenLight Music, где были доступны более миллиона треков от четырёх крупнейших звукозаписывающих компаний.